# Josef Matějka
Josef Matějka (29. března 1879, Záluží u Hořovic – 31. července 1909, Záluží u Hořovic) byl český spisovatel a literární kritik.

## Život
Pocházel z venkovského prostředí a venkovský život byl také častým námětem jeho knih. Již od mládí byl nemocen. Od roku 1893 pobýval v Praze, kde po absolutoriu obchodní akademie pracoval v různých státních, správních a úředních zaměstnáních. V roce 1903 se oženil s Helenou Kovaříkovou z Kosmonos.
Zemřel ve věku 30 let na chronické onemocnění ledvin.

## Dílo
- Překypělé síly – novela
- Exotikové – román z pražského prostředí
- Zlato – groteska
- Malý prorok – povídka
- Mrtvý bod – povídka
- V okovech země – povídka
- Duše pramenů – selská románová kronika